# Howie Dorough
Howie D, właśc. Howard Dwaine Dorough (ur. 22 sierpnia 1973 w Orlando) – amerykański muzyk i aktor, jeden z wokalistów Backstreet Boys.
Zagrał m.in. w serialach Sabrina, nastoletnia czarownica (1998, 2002) i Roswell (2000).
Urodzony w rodzinie rzymskokatolickiej, ma pochodzenie irlandzkie ze strony ojca – Hoke, oraz portorykańskie ze strony matki Pauli. Ma trzy starsze siostry – Angie, Pollyannę i Caroline Dorough-Cochraine (zm. 1998 na toczeń rumieniowaty układowy) i starszego brata Johna. W 1991 roku ukończył szkołę średnią Edgewater w Orlando, na Florydzie. W latach 2001–2007 spotykał się z Leigh Boniello, z którą ożenił się w dniu 8 grudnia 2007 roku. 6 maja 2009 urodził się ich syn – James Hoke, za to 16 lutego 2013 roku na świat przyszedł drugi syn Howarda – Holden John.

## Dyskografia
- Back To Me (2011)
- Which One Am I? (2019)